# Ledua Mau
Pas d'image ? Cliquez ici

a Compétitions nationales et continentales officielles uniquement.

Dernière mise à jour le 17 mars 2025.
Ledua Mau, né le 16 février 1993, est un joueur fidjien de rugby à XV évoluant au poste de centre ou d'ailier avec Soyaux Angoulême XV.

## Carrière
Ledua Mau rejoint le SC Albi en Pro D2 en 2014. Il joue sn premier match avec l'équipe professionnelle en septembre 2015. Il dispute 14 matchs et inscrit 3 essais. À l'issue de la saison, il n'est pas conservé par le club albigeois.
En août 2016, il s'engage avec Soyaux Angoulême XV Charente. En janvier 2020, il prolonge jusqu'en juin 2023 avec le SA XV.
En octobre 2024, il devient le recordman de nombre match joués avec Soyaux Angoulême, avec 191 matchs joués sous les couleurs du club.

## Palmarès
Néant.